# Anoedopoda lamellata
Anoedopoda lamellata is een rechtvleugelig insect uit de familie van de sabelsprinkhanen (Tettigoniidae). De wetenschappelijke naam werd in 1758 gepubliceerd door Linnaeus in de tiende editie van Systema naturae. 
1. ↑  (en) Anoedopoda lamellata op de IUCN Red List of Threatened Species.